# Belagerung von Leiden
Westeuropa

Oosterweel – Dahlen – Heiligerlee – Jemgum – Jodoigne – Le Quesnoy – Brielle – Mons – Goes – 1. Mechelen – Naarden – Middelburg – Haarlem – Alkmaar – Geertruidenberg – Leiden – Delft – Valkenburg – Mooker Heide – Schoonhoven – Zierikzee – 1. Antwerpen – Gembloux – Rijmenam – 1. Deventer – Borgerhout – 1. Maastricht – 2. Mechelen – 1. Steenwijk – Kollum – 1. Breda – Noordhorn – Niezijl – Lochem – Lier – Eindhoven – Steenbergen – Ghent – Aalst – 2. Antwerpen – IJsseloord – Empel – Boksum – 1. Grave – 1. Venlo – Axel – Neuss – 1. Rheinberg – Zutphen – 1. Sluis – 1. Bergen-op-Zoom – 2. Geertruidenberg – 2. Breda – 2. Zutphen – 2. Deventer – Delfzijl – Knodsenburg – 1. Hulst – Nijmegen – Rouen – Caudebec – 2. Steenwijk – 1. Coevorden – 3. Geertruidenberg – 2. Coevorden – Groningen – Huy – 1. Groenlo – Lippe – Calais – 2. Hulst – Turnhout – 2. Rheinberg – 1. Moers – 2. Groenlo – Bredevoort – Enschede – Ootmarsum – 1. Oldenzaal – 1. Lingen – 1. Schenckenschans – Zaltbommel – Rees – San Andreas – Nieuwpoort – 3. Rheinberg – Ostende – 1. 's-Hertogenbosch – 2. Grave – Hoogstraten – 3. Sluis
Zwölfjähriger Friede

2. Lingen – 3. Groenlo – Aachen – Jülich – 2. Bergen op Zoom – Fleurus – 3. Breda – 2. Oldenzaal – 4. Groenlo – 2. 's-Hertogenbosch – Slaak – 2. Maastricht – Leuven – 2. Schenkenschans – 4. Breda – 2. Venlo – Kallo – 3. Hulst
Europäische Gewässer

Vlissingen – Borsele – Haarlemmermeer – Zuiderzee – Schelde – Lillo – Ponta Delgada – Bayona Islands – Golf von Almería – 1. Cadiz – Azoren – Straße von Dover – 2. Sluis – 1. Kap St. Vincent – 1. Gibraltar – 2. Gibraltar – 2. Cadiz – Lizard Point – Dünkirchen – Calais – Downs – 2. Kap St. Vincent – 2. St. Martin
Amerika

Bahia – Matanzas – St. Martin – San Juan – Abrolhos – Pernambuco – Südchile
Ostindien

Playa Honda – 1. San Salvador – 2. San Salvador – La Naval de Manila – Puerto de Cavite
Bei der Belagerung von Leiden in den Niederlanden in den Jahren 1573 und 1574 hielt die aufständische Bevölkerung dem Druck des spanischen Statthalters und seiner Truppen stand.

## Geschichte
Die Niederlande kämpften im Achtzigjährigen Krieg für ihre Unabhängigkeit von Spanien; 1572 schloss sich Leiden diesem Aufstand an. Der Herzog von Alba, der spanische Statthalter der Niederlande, hatte in langer Belagerung die Stadt Haarlem eingenommen.
Am Ende des Jahres 1573 marschierte er gegen Zeeland und schloss mit seinen Truppen ab dem 31. Oktober Leiden ein. Don Luis de Zúñiga y Requesens setzte die Belagerung im Sinne Albas fort. Nachdem Ludwig von Nassau mit einer Entsatzarmee heranzog, gaben die Spanier die Belagerung auf, um die Truppen Nassaus anzugreifen. Nach der für die Aufständischen verlorenen Schlacht auf der Mooker Heide am 14. April 1574 konnte die Belagerung im Mai 1574 durch Francisco de Valdez fortgesetzt werden.
Die Einwohner hatten in der Zwischenzeit durch die Zerstörung im Vorfeld der Stadt freies Schussfeld geschaffen. Sie hatten aber die spanischen Schanzen nur teilweise zerstört. Auch war es nicht gelungen, genügend Lebensmittel heranzuschaffen. Die Bürger hatten sich auch geweigert, die ihnen von Wilhelm von Oranien angebotenen englischen Soldaten anzunehmen.
Die Spanier zogen ihre Belagerungslinien immer näher an die Stadt heran und schnitten Leiden von jeglicher Zufuhr ab. Die Brotpreise stiegen rasch an und die Rationen mussten schon bald gekürzt werden. Die Belagerer waren entschlossen, die Stadt auszuhungern und vermieden verlustreiche Angriffe. Die Aufforderung zur Übergabe Ende Juli wiesen die Bürger zurück. Alle Entsatzversuche scheiterten ebenso wie die Versorgung der Stadt. 6000 Menschen, ein Drittel der Einwohner, starben dabei.

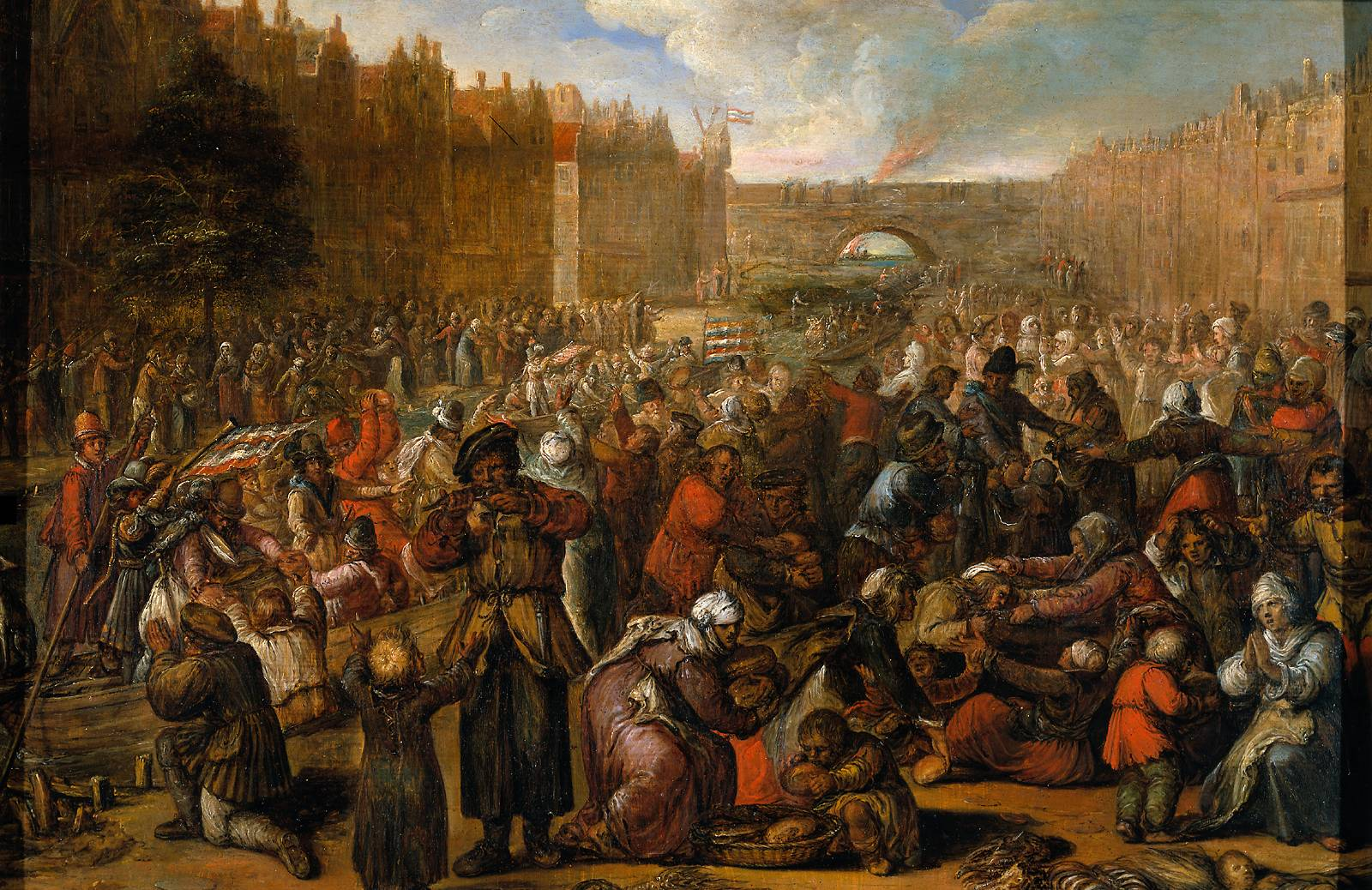
Hilfslieferung nach der Überschwemmung

Wilhelm von Oranien rief die Stände der Provinz Holland zusammen. Diese beschlossen, die Gegend um Leiden zu überschwemmen. Im September beschädigten die Geusen die Deiche an der Maasmündung in Rotterdam, wodurch das Polderland geflutet wurde und in der Nacht zum 3. Oktober Wasser durch ein Unwetter nach Leiden getrieben wurde. Die spanischen Truppen mussten flüchten, sodass die Belagerung endete. Der 3. Oktober wird in Leiden heute noch gefeiert.
Prinz Wilhelm von Oranien bedankte sich bei der Stadt Leiden für die Ausdauer im Kampf um die Unabhängigkeit. Er schenkte ihr die erste Universität der freien Niederlande.

## Rezeption
Eine Straße, ein Park und darin eine Statue erinnern in Leiden an Bürgermeister van der Werff. Außerdem wird der Hutspot am 3. Oktober in ganz Leiden serviert. Die Universität führt ihr Gründungsjahr, unter dem Hinweis auf die Freiheit der Niederlande, bis heute im Wappen.